# Mitridate II del Ponto
Mitridate II (in greco Mιθριδάτης?, Mithridates; fl. 245 a.C.-227 a.C.) fu il terzo re del Ponto e figlio di Ariobarzane, a cui successe al trono.
Era in minore età quando il padre morì, ma il periodo della sua ascesa al trono è impossibile da determinare. Sembra probabile che possa essere collocato considerevolmente prima del 240 a.C., come riferisce Memnone, ovvero che fosse un bambino alla morte del padre, e che ebbe una figlia in età da marito nel 222 a.C. Appena salito al trono, il regno venne invaso dai galli, che furono infine respinti.
Raggiunta la maggiore età, nel 245 a.C. sposò una sorella di Seleuco II Callinico, dal quale ricevette la Frigia in dote e al quale garantì sostegno durante la terza guerra siriaca.
Nonostante questa alleanza, Mitridate II si schierò contro Seleuco durante la guerra dei fratelli, combattuta tra Callinico e suo fratello Antioco Ierace. Alla fine, Mitridate lo sconfisse in una grande battaglia ad Ancyra nel 239 a.C. dove Seleuco perse 20.000 uomini e a stento riuscì a scappare salvando la pelle.
Nel 222 a.C., Mitridate diede sua figlia Laodice III in matrimonio al sovrano seleucide Antioco III il Grande; un'altra delle figlie, anch'essa di nome Laodice, venne fatta sposare, pressappoco nello stesso periodo, ad Acheo, cugino di Antioco.
Nel 220 a.C., Mitridate dichiarò guerra alla ricca e potente città di Sinope. Tuttavia, fu incapace di infiacchirla ed essa non cadde in potere dei re del Ponto se non nel 183 a.C. Nei primi tempi, troviamo Mitridate II competere con l'altro monarca d'Asia nel mandare doni magnifici ai rodiesi, dopo il terremoto che sconvolse la loro città nel 227 a.C.
La data della sua morte è del tutto sconosciuta. Gli succedette suo figlio Mitridate III.

## Ascendenza
|                        |   |   | Genitori |  |  | Nonni |  |  | Bisnonni            |  |  | Trisnonni             |  |
|                        |   |   |          |  |  |       |  |  | Mitridate II di Cio |  |  | Ariobarzane II di Cio |  |
|                        |   |   |          |  |  |       |  |  | Mitridate II di Cio |  |  | Ariobarzane II di Cio |  |
|                        |   | … |          |  |  |       |  |  | Mitridate II di Cio |  |  |                       |  |
| Mitridate I del Ponto  |   |   |          |  |  |       |  |  | Mitridate II di Cio |  |  |                       |  |
|                        |   | … | …        |  |  |       |  |  |                     |  |  |                       |  |
|                        |   | … | …        |  |  |       |  |  |                     |  |  |                       |  |
|                        |   | … | …        |  |  |       |  |  |                     |  |  |                       |  |
| Ariobarzane del Ponto  |   | … |          |  |  |       |  |  |                     |  |  |                       |  |
|                        |   | … | …        |  |  |       |  |  |                     |  |  |                       |  |
|                        |   | … | …        |  |  |       |  |  |                     |  |  |                       |  |
|                        |   | … | …        |  |  |       |  |  |                     |  |  |                       |  |
| …                      |   | … |          |  |  |       |  |  |                     |  |  |                       |  |
|                        |   | … | …        |  |  |       |  |  |                     |  |  |                       |  |
|                        |   | … | …        |  |  |       |  |  |                     |  |  |                       |  |
|                        |   | … | …        |  |  |       |  |  |                     |  |  |                       |  |
| Mitridate II del Ponto |   | … |          |  |  |       |  |  |                     |  |  |                       |  |
|                        | … | … |          |  |  |       |  |  |                     |  |  |                       |  |
|                        | … | … |          |  |  |       |  |  |                     |  |  |                       |  |
|                        | … | … |          |  |  |       |  |  |                     |  |  |                       |  |
| …                      | … |   |          |  |  |       |  |  |                     |  |  |                       |  |
|                        |   | … | …        |  |  |       |  |  |                     |  |  |                       |  |
|                        |   | … | …        |  |  |       |  |  |                     |  |  |                       |  |
|                        |   | … | …        |  |  |       |  |  |                     |  |  |                       |  |
| …                      |   | … |          |  |  |       |  |  |                     |  |  |                       |  |
|                        |   | … | …        |  |  |       |  |  |                     |  |  |                       |  |
|                        |   | … | …        |  |  |       |  |  |                     |  |  |                       |  |
|                        |   | … | …        |  |  |       |  |  |                     |  |  |                       |  |
| …                      |   | … |          |  |  |       |  |  |                     |  |  |                       |  |
|                        |   | … | …        |  |  |       |  |  |                     |  |  |                       |  |
|                        |   | … | …        |  |  |       |  |  |                     |  |  |                       |  |
|                        |   | … | …        |  |  |       |  |  |                     |  |  |                       |  |
|                        |   | … |          |  |  |       |  |  |                     |  |  |                       |  |